# ليلى ناكابيرا
ليلى ناكابيرا، (من مواليد 1993) هي ممثلة وكاتبة سيناريو وناشطة نسوية أوغندية. تشغل منصب المديرة التنفيذية لشركة أفلام ليبا أفريكا ومؤسسة جمعية ليلى ناكابيرا الخيرية.

## تعليمها
درست ناكابيرا الاقتصاد الكمي في جامعة ماكيريري، كمبالا، أوغندا، حيث تخرجت فيها. وبعد انشغالها لبعض الوقت في مجال صناعة السينما، قررت العودة لدراسة صناعة الأفلام.

## حياتها الفنية
تلقت ناكابيرا ترشيحًا ثلاثيًا للجائزة الذهبية لأفضل ممثلة (فئة الدراما)، وذهبية أفضل ممثلة واعدة، وذهبية الممثلة المُكتشفة في حفل توزيع جوائز الفيلم الذهبي الأفريقية، الذي أقيم في 2 يونيو 2018، حيث رُشحت أسماء المشاركين في قصر الثقافة، في تريتشفيل، أبيدجان، كوت ديفوار، وذلك عن فيلم "الحرام"، الذي لعبت دور البطولة فيه، وهو من إنتاج نامبالا كلير. وفي حفل توزيع جوائز أكاديمية زولو للسينما الأفريقية (زافا) 2018، رُشحّت ضمن فئة أفضل ممثلة عن نفس الفيلم. كما رُشحّت وفازت بجائزة أفضل ممثلة في جوائز مهرجان أودادا لأفلام المرأة الذي أقيم في 20 أكتوبر 2018 في كينيا عن نفس الفيلم. ورُشحّت مُجددًا ضمن فئة أفضل ممثلة في حفل جوائز مهرجان الفيلم الأفريقي (تاف)، عن نفس الفيلم. أقيم هذا الحدث في 30 يونيو 2019 بقاعة مودي بيرفورمانس، دالاس، تكساس. أما الفيلم نفسه، فقد ترشح ضمن فئتين هما فئة أفضل ممثلة طفلة وفئة أفضل ممثلة في حفل جوائز مهرجان البُحيرة السينمائي الدولي الذي أقيم في الفترة من 6 إلى 9 نوفمبر 2019 في كينيا.
خلال يوم المرأة الأفريقية 2019، نصحت ناكابيرا النساء بألا يخافن عند السعي لتحقيق أهدافهن.

## أفلامها
| السنة | الفيلم | الدور |
| ----- | ------ | ----- |
| 2018  | الحرام | ممثلة |

## الجوائز والتكريم
| السنة | المهرجان                              | الجائزة                | المستلم | النتيجة |
| ----- | ------------------------------------- | ---------------------- | ------- | ------- |
| 2018  | جوائز الفيلم الذهبي                   | ذهبية أفضل ممثلة       | بنفسها  | رُشِّح     |
| 2018  | جوائز الفيلم الذهبي                   | ذهبية أفضل ممثلة واعدة | بنفسها  | رُشِّح     |
| 2018  | جوائز الفيلم الذهبي                   | ذهبية الممثلة المُكتشفة | بنفسها  | فوز     |
| 2018  | مهرجان أودادا لأفلام المرأة           | أفضل ممثلة             | بنفسها  | فوز     |
| 2018  | جوائز أكاديمية زولو للسينما الأفريقية | أفضل ممثلة             | بنفسها  | رُشِّح     |
| 2019  | مهرجان الفيلم الأفريقي                | أفضل ممثلة             | بنفسها  | فوز     |
| 2019  | مهرجان البُحيرة السينمائي الدولي       | أفضل ممثلة             | بنفسها  | رُشِّح     |
| 2019  | مهرجان البُحيرة السينمائي الدولي       | أفضل ممثلة طفلة        | بنفسها  | رُشِّح     |

## وصلات خارجية
- ليلى ناكابيرا على قاعدة بيانات الأفلام على الإنترنت
- ليلى ناكابيرا على لينكد إن